# 戴维·史密斯 (皮划艇运动员)
戴维·史密斯（英語：David Smith，1987年2月13日—），澳大利亚男子皮划艇运动员。他曾代表澳大利亚参加2008年和2012年夏季奥林匹克运动会皮划艇比赛，其中2012年奥运会获得一枚金牌。